# Gail Koziara Boudreaux
Pour les articles homonymes, voir Boudreaux.
Gail Koziara Boudreaux, née en 1960, est une femme d'affaires et sportive américaine.
Au collège, elle est une remarquable joueuse de basket-ball féminin. Elle occupe ensuite des postes de manager pour plusieurs entreprises telles que Aetna, BlueCross BlueShield of Illinois (2002) et UnitedHealth Group (2008). En 2009, elle est classée 54e dans le classement Forbes des « 100 femmes les plus influentes ». De 2008 à 2014, elle apparait dans le classement Fortune des 50 femmes d'affaires les puissantes d'Amérique, atteignant la 25e place.
À l'automne 2014, elle démissionne du poste de PDG de UnitedHealthcare et fonde sa propre société de conseil en santé, GKB Global Health, LLC. En novembre 2017, elle est nommée PDG d'Anthem Inc., qui devient alors la deuxième plus grande entreprise américaine ayant une femme comme PDG.

## Études
Gail Koziara suit sa scolarité à la Chicopee Comprehensive High School à Chicopee, dans le Massachusetts. Elle obtient son diplôme du Dartmouth College avec mention en 1982 puis, en 1989, un MBA avec mention en finance et administration de la santé de la Columbia Business School. Pendant toute sa scolarité, elle joue au basket-ball dans les équipes scolaires et universitaires et aligne les records. Au collège, son équipe gagne deux fois le championnat d'État ; elle détient également le record du Massachusetts du lancer de poids.

## Carrière professionnelle
Gail Koziara Boudreaux passe vingt ans chez Aetna, puis, en 2002, elle est nommée présidente de Blue Cross/Blue Shield of Illinois. Elle devient vice-présidente exécutive de l'External Operations Health Care Service Corporation, qui englobe Blue Cross/Blue Shield of Illinois.
En mai 2008, elle est nommée vice-présidente exécutive d'UnitedHealthcare, une division d'UnitedHealth Group. De janvier 2011 à novembre 2014, elle est directrice générale d'UnitedHealthcare, le plus grand assureur américain, servant 45 millions de clients avec un chiffre d'affaires de 120 milliards de dollars.
En 2015, quelques mois après avoir quitté son poste de dirigeante d'UnitedHeathcare, Gail Koziara fonde et devient la PDG de GKB Global Health, LLC, une société de stratégie en matière de soins de santé et de conseil aux entreprises.
Le 6 novembre 2017, elle est nommée PDG d'Anthem.

## Honneurs
Gail Boudreaux est considérée de 2008 à 2014 comme l'une des cinquante femmes les plus influentes dans le monde américain des affaires par Fortune, figurant notamment à la 25e place. En 2009, elle est classée 54e sur la liste des « 100 femmes les plus puissantes » établie par le magazine Forbes. Elle est reconnue par le Minneapolis/St. Paul Business Journal comme l'un des 25 meilleurs leaders de l'industrie et figure aussi sur la liste des 100 femmes d'influence de Chicago d'aujourd'hui. Gail Boudreaux a également été considérée par Modern Healthcare comme l'une des personnes les plus puissantes en soins de santé. En 2019, elle est onzième de la liste de Forbes des femmes les plus puissantes du monde et en 2020, 10e.